# Resolució 964 del Consell de Seguretat de les Nacions Unides
La Resolució 964 del Consell de Seguretat de les Nacions Unides fou adoptada el 29 de novembre de 1994. Després de recordar resolucions 841 (1993), 861 (1993), 862 (1993), 867 (1993), 873 (1993), 875 (1993), 905 (1994), 917 (1994), 933 (1994), 940 (1994), 944 (1994) i 948 (1994) el Consell va assenyalar el progrés realitzat a Haití i va enfortir l'equip avançat de la Missió de les Nacions Unides a Haití (UNMIH).
Foren benviguts els esforços de la força multinacional a Haití per establir una lloc segur i estable per al desplegament de la UNMIH, juntament amb el president Jean-Bertrand Aristide que era promovent la reconciliació nacional. També fou ben acollit l'establiment d'un grup de treball conjunt per preparar-se per la transició de la força multinacional a la UNMIH per l'equip d'avançada. L'equip d'avançada llavors era reforçat per un màxim de 500 personal requerit per a la transició a la UNMIH. Se li va demanar al secretari general Boutros Boutros-Ghali que informés al Consell sobre els augments en la força de l'equip d'avançada de la UNMIH, mentre que es va instar una estreta cooperació entre la força multinacional i la UNMIH.
La Resolució 964 va ser aprovada per 13 vots contra cap i dues abstencions de Brasil i Rússia.